# Weithart
Weithart ist eine von acht Ortschaften der baden-württembergischen Gemeinde Ostrach im Landkreis Sigmaringen.

## Geographie

### Geographische Lage
Das Gebiet Weithart liegt rund fünfeinhalb Kilometer nordwestlich des Hauptortes Ostrach.

### Ausdehnung des Gebiets
Die Gesamtfläche der Ortschaft Weithart umfasst rund 1555 Hektar (Stand: 31. Dezember 2010).

### Gliederung
Die Ortschaft Weithart besteht aus den Ortsteilen Einhart, Habsthal, Bernweiler, Eimühle und Levertsweiler.

## Geschichte

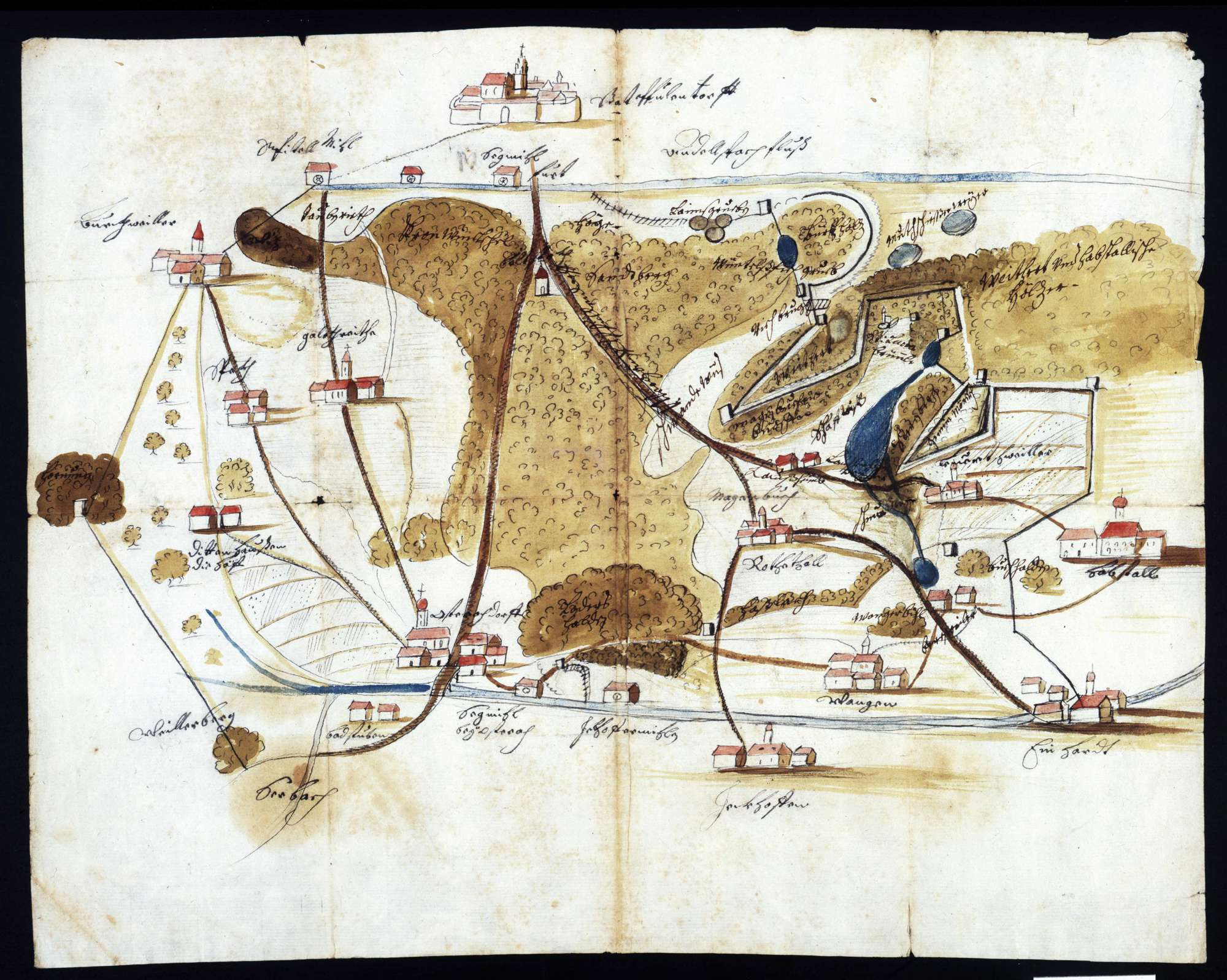
Bernweiler, Einhart, Habsthal und Levertsweiler auf einer Karte mit der „Beschreibung des ostrachischen Bezirks“ aus dem Jahr 1697

Im Zuge der Gebietsreform in Baden-Württemberg wurden Einhart, Levertsweiler und Habsthal mit Bernweiler zum 1. Oktober 1974 nach Ostrach eingemeindet.

### Einwohner
Heute (Stand: 31. Juli 2014) wohnen 769 Einwohner in der Ortschaft.

## Politik

### Ortsvorsteher
Ortsvorsteher von Weithart ist Alois Müller; sein Vertreter ist Dominic Osswald. Beide wurden im Mai 2014 vom Ortschaftsrat gewählt und bestätigt.

### Wappen
Das Wappen der ehemaligen Gemeinde Einhart zeigt in geteiltem Schild oben in Gold eine rote Nabe mit acht roten Speichen, unten in Schwarz ein doppelreihig rot-silbern geschachter Schrägbalken.
Das Wappen der ehemaligen Gemeinde Habsthal zeigt in geteiltem Schild oben in Gold eine dreilatzige rote Fahne, unten in Rot ein stehender goldener Hirsch.
Das Wappen der ehemaligen Gemeinde Levertsweiler zeigt in geteiltem Schild oben in Silber auf grünem Dreiberg eine rote Leiter, unten in Schwarz ein doppelreihig rot-silbern geschachter Schrägbalken.